# Напротив по коридору
«Напротив по коридору» (англ. Across The Hall) — американский фильм 2009 года, снятый по мотивам одноименной короткометражной картины 2006 года. Слоган картины — «Revenge Is Only One Door Away».

## Сюжет
Терри звонит своему другу Джулиану и говорит, что его невеста Джун отменила свои планы, и тогда Терри проследовал за ней до местного отеля, где на её имя зарезервирован номер. Тогда Терри бронирует соседний номер, уверенный, что Джун изменяет ему. Терри говорит, что, когда его друга не было дома, он ворвался к нему и украл его пистолет, и сейчас готов «сорваться». Беспокоясь за Терри, Джулиан пытается уговорить не делать глупости и дождаться его приезда в мотель через 20 минут. В течение фильма становится ясно, что Джун изменяет своему мужу с Джулианом. Терри узнаёт об этом, убивает Джун. Он просит у бывшего друга помощи в том, чтобы избавиться от тела Джун, и подставляет его, когда в мотель врывается полиция.

## В ролях
- Бриттани Мёрфи — Джун, которая изменяет Терри с Джулианом
- Майк Фогель — Джулиан, лучший друг Терри
- Дэнни Пино — Терри, муж Джун, подставивший Джулиана
- Натали Смика — Анна, бывшая возлюбленная Джулиана, узнавшая об измене Джун
- Бред Гринквист — Портье, единственный служащего мотеля

## Производство

### Съёмки
Съёмки картины проходили на студии «Universal Studios» в Калифорнии в течение 17 дней. В короткометражном фильме Натали Смика играла роль Джун.

### Музыка
Две композиции написанные и исполненные Аароном Капланом — «Martini Breakfast» и «The Trouble With Mishki» — прозвучали в фильм. Кроме того в фильме прозвучали песни группы «Calico Haunts» («Angel Thorns», «On A Spanish Mare» и «Pendulum Heart»), Сидни Дейл («Moonlight Sonata»), Гарри Блустоуна («Bewitched»), Дэвида Линдапа («Midnight Serenade») и песня «Starlight Serenade» группы Алам Мурхауса.
Также существует два альбома с музыкой Бобби Тахури — один для digital-скачивания (46:53), второй как промоальбом (57:53).

## Релиз

### Критика
Критика оценила стиль картины и игры основного состава. Одним из лучших сюжетных средств назван контраст между эмоциями главных героев, историями о мотеле и формальностью существования портье. Однако некоторые критики пришли к выводу, что переход от короткометражного к полнометражному фильму не пошёл истории на благо. На сайте Rotten Tomatoes фильм набрал 39 % положительных отзывов от зрителей

### Выход на DVD
Фильм был издан в США компанией «Image Entertainment» 19 января 2010 года и «СОЮЗ-Видео» в России без каких-либо дополнительных материалов.